# Бобана Момчиловић Величковић
Бобана Момчиловић Величковић (Бор, 25. јануар 1990 — Београд, 21. јун 2020) била је репрезентативка Србије у спортском стрељаштву. Њена дисциплина била је ваздушни пиштољ. Стрељаштво је тренирала од 1999, а такмичила се од 2000. године. Била је чланица стрељачког клуба „Бор 030”, а њен тренер био је Бобан Марковић.
Трострука је европска првакиња (из 2010., 2012. и 2020. године) у дисциплини ваздушни пиштољ 10 метара, победница светског купа у Минхену 2016. године. Била је део олимпијског тима Србије на Летњим олимпијским играма 2012. у Лондону, и на Играма 2016. у Рио де Жанеиру. На Играма у Рију освојила је 7. место у финалу дисциплине ваздушни пиштољ 10 метара.
Преминула је 21. јуна 2020. године у Београду, у тридесетој години живота од компликација насталих услед порођаја.